# Edison Ndreca
Edison Ndreca (ur. 5 lipca 1994 w Mirdicie) – albański piłkarz grający na pozycji lewego obrońcy w klubie FK Kukësi.

## Kariera piłkarska

### Kariera klubowa
Wychowanek klubu KF Laçi, w którym w 2013 rozpoczął karierę seniorską. W 2016 odszedł do KS Burreli. Latem 2016 został piłkarzem Besëlidhji Lezha. Po dwóch sezonach w 2018 przeszedł do Teuty Durrës. Już w styczniu 2019 podpisał kontrakt z KS Kastrioti. W tym samym roku przeniósł się do Bylisu Ballsh, w którym spędził dwa lata.
| Sezon   | Klub             | Kraj    | Rozgrywki           | Mecze | Bramki | Rozgrywki Europy | Mecze | Bramki |
| ------- | ---------------- | ------- | ------------------- | ----- | ------ | ---------------- | ----- | ------ |
| 2013/14 | KF Laçi          | Albania | Kategoria Superiore | 13    | 1      | –                | –     | –      |
| 2014/15 | KF Laçi          | Albania | Kategoria Superiore | 7     | 0      | Liga Europy UEFA | 3     | 0      |
| 2015/16 | KF Laçi          | Albania | Kategoria Superiore | 2     | 0      | Liga Europy UEFA | 0     | 0      |
| 2015/16 | KS Burreli       | Albania | Kategoria e Parë    | 13    | 0      | –                | –     | –      |
| 2016/17 | Besëlidhja Lezha | Albania | Kategoria e Parë    | 24    | 2      | –                | –     | –      |
| 2017/18 | Besëlidhja Lezha | Albania | Kategoria e Parë    | 24    | 5      | –                | –     | –      |
| 2018/19 | Teuta Durrës     | Albania | Kategoria Superiore | 4     | 0      | –                | –     | –      |
| 2018/19 | KS Kastrioti     | Albania | Kategoria Superiore | 15    | 1      | –                | –     | –      |
| 2019/20 | Bylis Ballsh     | Albania | Kategoria Superiore | 25    | 3      | –                | –     | –      |
| 2020/21 | Bylis Ballsh     | Albania | Kategoria Superiore | 32    | 6      | –                | –     | –      |